# 光嶋勲
光嶋 勲（こうしま いさお、1952年1月13日 - ） は、日本の医師。形成外科医、東京大学名誉教授、元東京大学医学部附属病院副院長。

## 来歴
岡山県久米郡美咲町生まれ。1970年岡山県立津山高等学校卒業。1976年鳥取大学医学部医学科卒業、東京女子医科大学一般外科医療練士。1977年東京大学医学部形成外科研修医。1983年筑波大学臨床医学系形成外科講師。1990年川崎医科大学形成外科助教授。組織移植術を開発し、1996年からハーバード大学に留学。2000年岡山大学医学部附属病院形成外科教授。2004年東京大学医学部形成外科学教授。2010年東京大学医学部附属病院副院長。2017年東京大学名誉教授、広島大学病院国際リンパ浮腫治療センター特任教授。

## 著書
- 『私の常用する新形成再建外科手術』永井書店 2010年

### 編著
- 『末梢神経再建:up date』全日本病院出版会 2005年
- 『四肢のリンパ浮腫の治療』全日本病院出版会 2008年
- 『エキスパート形成再建外科手術 : ひと目でわかる術式選択とテクニック』中山書店2010年
- 『よくわかるリンパ浮腫のすべて : 解剖、生理から保存的治療、外科的治療まで』永井書店 2011年
- 『リンパ浮腫の外科的治療』ぱーそん書房 2017年